# Сукулини, Франко
Фра́нко Сукули́ни (исп. Franco Zuculini; 5 сентября 1990, Ла-Риоха) — аргентинский футболист, центральный полузащитник.
По мнению ряда футбольных экспертов, а также великого аргентинского футболиста Диего Марадоны, в 2009 году Сукулини являлся одним из перспективнейших аргентинских полузащитников. Эксперты также отмечали его игру в отборе и умение подключиться к атаке.

## Клубная карьера
Франко родился в 1990 году в аргентинском городе Ла-Риоха. Сукулини дебютировал в качестве профессионального футболиста в составе футбольного клуба «Расинг» из Авельянеды в апреле 2008 года. Франко закрепился в основе «Расинга» вскоре после перехода Матиаса Санчеса в «Эстудиантес». Вскоре ряд европейских клубов начал проявлять интерес к футболисту, и, по некоторым данным, в их числе были туринский «Ювентус» и бременский «Вердер». Однако в итоге Сукулини перешёл в «Хоффенхайм». Сумма сделки составила 4 600 000 евро. Сукулини дебютировал в Бундеслиге 12 сентября 2009 года в матче против «Бохума», в котором «Хоффенхайм» победил со счетом (3:0). Свой первый гол Франко забил 24 октября того же года в матче против «Нюрнберга». Однако закрепиться в основе немецкого клуба ему не удалось. В сезоне 2009/10 Сукулини лишь дважды получил место в стартовом составе команды, а всего в Бундеслиге провёл лишь 7 матчей. Летом 2010 года футболист заявил о том, что хочет сменить клуб в межсезонье, причём Франко изъявил желание перейти в «Наполи»:
Мой агент сказал мне, что «Наполи» проявляет заинтересованность в моих услугах. Долгое время я мечтал играть за клуб, в котором выступал сам Диего Марадона. Надеюсь, все сложится лучшим образом, и мой переход все-таки состоится. Я знаю, что «Лацио» и «Палермо» тоже хотят меня купить, но я предпочел бы играть за «Наполи».
В услугах футболиста также были заинтересованы «Рома», «Дженоа» и лиссабонский «Спортинг». СМИ сообщали, что неаполитанцы предложили «Хоффенхайму» 5 мил. евро, однако клубы так и не смогли договориться. 26 июля 2010 года Франко перешёл в итальянский «Дженоа» на правах аренды.

## Международная карьера
В 2007 году Сукулини вошёл в состав юношеской сборной Аргентины. Выступая за неё, Франко провёл 4 матча, причем все они были сыграны в ходе чемпионата мира среди юниоров 2007. В 2009 году он получил приглашение в молодёжную сборную Аргентины. В её составе Франко выступил на молодёжном чемпионате Южной Америки 2009, где сыграл 6 матчей. В том же году Франко был призван в состав основной сборной, причем Марадона отметил высокий потенциал игрока. Сукулини дебютировал в составе «альбиселесте» 20 мая 2009 года в матче против Панамы.

## Личная жизнь
Его младший брат, Бруно, также является профессиональным футболистом и полузащитником.